# パサーレイティング
パサーレイティングは、アメリカンフットボールにおけるパサーの能力を測るための指標である。NFLとNCAAでは計算式が異なり、NFLで使用されるものはQBレイティング（英: QB rating）と呼ばれ、NCAAで使用されるものは、パッシング・エフィシェンシー（英: passing efficiency）と呼ばれる。必ずしもクォーターバックのみがレイティングの対象となるわけではなく、ランニングバックなどのクォーターバック以外のポジションの選手がパスを投げた場合も記録される。

## NFL
NFLにおけるパサーレイティングの計算式を示す。
{\displaystyle a=\left({{\text{COMP}} \over {\text{ATT}}}-0.3\right)\times 5}
{\displaystyle b=\left({{\text{YDS}} \over {\text{ATT}}}-3\right)\times 0.25}
{\displaystyle c=\left({{\text{TD}} \over {\text{ATT}}}\right)\times 20}
{\displaystyle d=2.375-\left({{\text{INT}} \over {\text{ATT}}}\times 25\right)}
ここで、
ATT = パス試投回数
COMP = パス成功回数
YDS = パス獲得ヤード数
TD = タッチダウンパス数
INT = 被インターセプト数
また、a、b、c、dの値は、0以下なら0、2.375以上なら2.375とする。
上で計算したaからdまでの値を基に、
{\displaystyle {\text{Passer Rating}}=\left({a+b+c+d \over 6}\right)\times 100}
この計算式で求められたパサーレイティングの上限は158.3であり、下限は0である。

## NCAA
NCAAにおけるパサーレイティングの計算式を示す。
{\displaystyle {\text{Passer Rating}}={(8.4\times {\text{YDS}})+(330\times {\text{TD}})+(100\times {\text{COMP}})-(200\times {\text{INT}}) \over {\text{ATT}}}}
ここで、
ATT = パス試投回数
COMP = パス成功回数
YDS = パス獲得ヤード
TD = タッチダウンパス数
INT = インターセプト数
この計算式で求められたパサーレイティングの上限は1261.6であり、下限は-731.6である。